# 盛裝打扮 (瑪丹娜歌曲)
《盛裝打扮》（Dress You Up）是美國女歌手瑪丹娜在1985年7月發行的歌曲，為她第二張錄音室專輯《宛如處女》（Like a Virgin）中第四首發行的單曲。〈盛裝打扮〉在英美兩地排行榜都拿下第5名。

## 資料

### 歌曲簡介
〈盛裝打扮〉承襲《宛如處女》整張專輯的曲風，是一首重節拍快節奏的流行舞曲，雖然它是《宛如處女》專輯所推出的第四首單曲，但是在整個1985年英美兩地的單曲排行榜中，〈盛裝打扮〉已經是瑪丹娜第六首出現的單曲了。1985年對瑪丹娜而言是事業上非常忙碌的一年，除了新專輯要宣傳之外，她還有新電影及電影主題曲要發行宣傳。
此外，瑪丹娜還開了長達3個月的第一次個人巡迴演唱會「The Virgin Tour」，雖然僅在美國地區演出，但事前的規劃和彩排工作，也佔掉了要宣傳新專輯的時間。唱片公司在1985年7月發行〈盛裝打扮〉時，瑪丹娜才剛結束《The Virgin Tour》巡演，她沒有時間來為這首單曲拍攝音樂影片。因此瑪丹娜使用演唱會現場實況來作為〈盛裝打扮〉的MV，這也是她極少數使用演唱會畫面當成MV的單曲。

### 商業成績
〈盛裝打扮〉在英美兩地最高名次都為第5名，在舞曲榜獲得第3名，在1985年告示牌年終百大單曲名列第98名。